# Gabriel Quadri
Gabriel Ricardo Quadri de la Torre (Ciudad de México, 4 de agosto de 1954) es un político, ingeniero civil, economista, ambientalista y escritor mexicano, miembro del Partido Acción Nacional. Fue candidato a la presidencia de México por el partido Nueva Alianza en las elecciones federales de 2012. Fue diputado federal de 2021 a 2024.

## Biografía

### Primeros años
Quadri de la Torre nació en la Ciudad de México. Es un ingeniero civil egresado de la Universidad Iberoamericana, con maestría y estudios de doctorado en economía por la Universidad de Texas en Austin. Fue presidente del Instituto Nacional de Ecología (INE) de 1994 a 1997, cuando este dependía de la Secretaría de Desarrollo Social.
Trabajó para el Consejo Coordinador Empresarial (CCE) como director general del Centro de Estudios del Sector Privado para el Desarrollo Sustentable de 1998 a 2003. Fue jefe de Financiamiento Externo en el Banco de México, director de Planeación Ecológica en el Departamento del Distrito Federal y director general de Normatividad del INE antes de tomar su presidencia.
Desde 2002 ha sido secretario técnico de la Comisión Mexicana de Infraestructura Ambiental; fue director de EcoSecurities México de 2006 a 2010 y luego director asociado de Sistemas Integrales de Gestión Ambiental (Sigea) y director de SIGEA Carbón, la cual se relaciona con el cambio climático y con los mercados internacionales de carbono. Ha participado como colaborador en diversos medios de comunicación.
En 2010, obtuvo el Premio Alemán de Periodismo Walter Reuter por sus artículos sobre el cambio climático.

### Carrera política

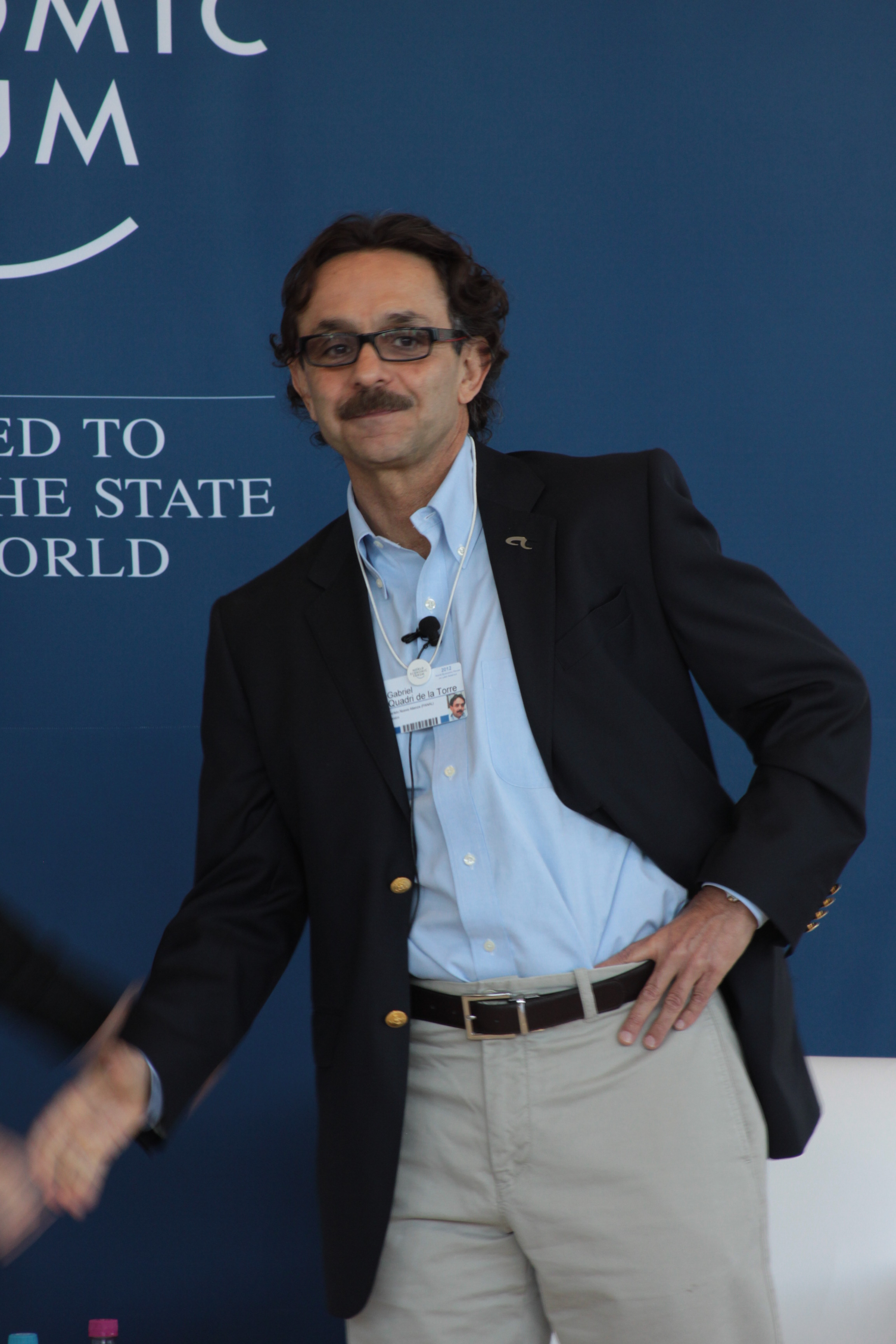
Quadri en el World Economic Forum en 2012.

En febrero de 2012 el partido Nueva Alianza, tras romper la coalición que tenía con el Partido Revolucionario Institucional, lo postuló como su precandidato único a la Presidencia de México para el proceso electoral de 2012. Participó en los debates presidenciales para las elecciones de 2012 el 6 de mayo y el 10 de junio de 2012.
Aseguró que si ganaba las elecciones del 2012 incluiría en su gabinete a Mario Molina, de quien dijo ser su admirador.
También mantuvo acercamientos con la polémica maestra Elba Esther Gordillo, a quien Quadri admira según sus propias palabras.
Durante su participación en un programa especial de Tercer Grado de Televisa, mencionó que a su parecer, si sus contendientes a la Presidencia integraran su gabinete; Josefina Vázquez Mota sería asesora de la Secretaría de Economía, Enrique Peña Nieto un "buen" consultor en materia de comunicación política y Andrés Manuel López Obrador un "excelente" titular de la Secretaría de Desarrollo Social.
De los cuatro candidatos presidenciales que participaron en el proceso electoral, obtuvo el último puesto, sin embargo, cumplió con las expectativas trazadas por el partido Nueva Alianza de alcanzar el porcentaje suficiente de votos para no perder el registro oficial y por ende, no perder el financiamiento público que el Estado Mexicano otorga a los partidos políticos. Tras el proceso electoral, regresó al sector privado.
El 9 de febrero de 2012 compartió un mensaje del comediante Chumel Torres donde se refería a Andrés Manuel López Obrador como "majadero, vulgar, desinformado y mordaz", comentario que calificó de "genial", causando controversia en la prensa ya que seis días después sería nombrado candidato presidencial por el partido Nueva Alianza. Tras el escándalo, el político procedió a borrarlo y excusarse. En 2016 manifestó su intención de ser nuevamente candidato a la presidencia por el PANAL en las elecciones federales de México de 2018.
El 1 de febrero del 2021 mantuvo acercamiento con la coalición Va por México para su afiliación y además buscar una candidatura para las campañas electorales del 6 de junio del 2021. Se convirtió en candidato del Partido Acción Nacional a diputado federal por el distrito 23 de Coyoacán en la Ciudad de México, el cual ganó en las elecciones federales de 2021 frente al diputado Pablo Gómez Álvarez, quien buscaba la reelección.
El 4 de julio de 2023 el diputado federal del PAN, Gabriel Quadri, se presentó a la sede de Acción Nacional para registrarse como aspirante al cargo de responsable nacional para la construcción del Frente Amplio por México, considerada como la antesala de la candidatura presidencial de "Va por México". Sin embargo, el 13 de julio, Quadri anunció que decidió retirarse de la contienda por la candidatura presidencial del Frente Amplio por México y señaló que continuará formando parte del grupo opositor.

## Controversias

### Acusaciones de clasismo
Comentarios de Quadri han generado controversia en redes sociales, donde han sido señalados como clasistas. En su cuenta de Twitter ha tildado a los estados mexicanos de Guerrero, Chiapas y Oaxaca como un lastre a la economía del país, culpando a los gobiernos estatales de poner trabas a la inversión privada. Quadri ha sido señalado por autorizar un tiradero industrial en el municipio de Guadalcazar en San Luis Potosí durante su período como secretario del Instituto Nacional de Ecología, que ha sido criticado por provocar daños ambientales, malformaciones congénitas y cáncer. En 2019 minimizó las protestas en Francia, Chile, Ecuador y Colombia al sostener que los estallidos sociales fueron influidos por la película Guasón.

### Denuncias de acoso sexual
En marzo de 2020, Quadri fue acusado de acoso sexual por alumnas de la Universidad Iberoamericana dentro de la iniciativa «tendero del acoso», donde fueron incluidos profesores y académicos de la institución bajo el lema «denuncia a tu acosador».

### Acusaciones de transfobia
Quadri ha sido acusado de transfobia por sus comentarios a personas de la comunidad LGBT. La diputada transgénero de Morena, Salma Luévano presentó una queja ante el Consejo Nacional para Prevenir la Discriminación, que manifestó su rechazo a las declaraciones de Quadri. La CNDH condenó también los comentarios.
El 31 de marzo de 2022, Quadri se refirió como «señor» a Salma Luévano, en el día Internacional de la Visibilidad Trans, tras lo cual la diputada y su compañera de bancada, María Clemente tomaron la tribuna, empujando a Santiago Creel (presidente de la mesa) y arrebatándole el micrófono. En el pleno, ambas diputadas de Morena exigieron la expulsión de Quadri de la mesa. Más tarde, Gabriel Quadri pidió disculpas en el programa de Azucena Uresti, señalando que se le había pasado la mano en sus comentarios.

## Obras publicadas
- Quadri de la Torre, Gabriel (1988). Ordenamiento ecológico del territorio: llave para una gestión integral del medio ambiente. México, D. F.: Secretaría de Desarrollo Urbano y Ecología. OCLC 254748733.
- Quadri de la Torre, Gabriel (1989). Aguas residuales de la zona metropolitana de la ciudad de México: Impactos y perspectivas. México, D. F.: Fundación Friedrich Ebert. OCLC 48306488.
- Quadri de la Torre, Gabriel; Sánchez Cataño, Luis Rubén (1992). La ciudad de México y la contaminación atmosférica. México, D. F.: Limusa. ISBN 9681841875.
- Quadri de la Torre, Gabriel; Durazo, Enrique Provencio (1995). Partidos políticos y medio ambiente: experiencias internacionales y perspectivas para México. México, D. F.: El Colegio de México. ISBN 9681205820.
- Quadri de la Torre, Gabriel (2006). Políticas Públicas: Sustentabilidad y Medio Ambiente. México, D. F.: Instituto Tecnológico de Monterrey. ISBN 9707018151.
- Quadri de la Torre, Gabriel (2012). Ayudemos a defender el medio ambiente. Políticas y acciones. Trillas. ISBN 9786071711618.